# Абейд, Али
Якуб Али Абейд (фр. Yacoub Aly Abeid; род. 11 декабря 1997, Арафат, Нуакшот-Сюд) — мавританский футболист, защитник клуба ЧФР Клуж и сборной Мавритании.

## Клубная карьера
Абейд — воспитанник футбольной академии «Конкорд» и испанского клуба «Леванте». 15 апреля 2018 года в матче против «Атлетико Мадрид» он дебютировал в Ла Лиге за основной состав. Летом того же года Абейд на правах аренды перешёл в «Алькоркон». 31 августа в матче против «Мальорки» он дебютировал в Сегунде.
В 2020 году Абейд перешёл во французский «Валансьен». 4 февраля в матче против «Генгама» он дебютировал в Лиге 2.
Летом 2022 года Абейд перешёл в румынский УТА. 3 сентября в матче против «Киндия Тырговиште» он дебютировал в чемпионате Румынии. 23 октября в поединке против «Университатя Крайова» Али забил свой первый гол за УТА.

## Международная карьера
27 марта 2015 года в товарищеском матче против сборной Гамбии Абейд дебютировал за сборную Мавритании. 21 июня в отборочном поединке чемпионата африканских наций 2016 против сборной Сьерра-Леоне он забил свой первый гол за национальную команду.
В 2019 году Абейд попал в заявку на участие в Кубке Африки в Египте. На турнире он сыграл в матчах против сборных Мали, Анголы и Туниса.
В 2022 году Абейд во второй раз принял участие в Кубке Африки 2021 в Камеруне. На турнире он сыграл в матчах против сборных Гамбии, Туниса и Мали.

### Голы за сборную Мавритании
| №  | Дата            | Место                                    | Соперник     | Счёт | Результат | Турнир                                          |
| -- | --------------- | ---------------------------------------- | ------------ | ---- | --------- | ----------------------------------------------- |
| 1. | 21 июня 2015    | Олимпийский стадион, Нуакшот, Мавритания | Сьерра-Леоне | 1-0  | 2-1       | Чемпионат африканских наций 2016 (квалификация) |
| 2. | 5 сентября 2015 | Олимпийский стадион, Нуакшот, Мавритания | ЮАР          | 1-0  | 3-1       | Кубок Африки 2017 квалификация                  |
| 3. | 24 марта 2023   | Стад ТП Маземба, Лубушбаши, ДР Конго     | ДР Конго     | 2-1  | 3-1       | Кубок Африки 2023 квалификации                  |